# Рам Сахая Ядав
Рам Сахая Прасад Ядав (неп. रामसहाय प्रसाद यादव; нар. 24 липня 1971) — непальський політик, віцепрезидент Непалу з 20 березня 2023 року. Ексміністр лісів та навколишнього середовища Непалу.
Він був членом 1-го федерального парламенту Непалу. На загальних виборах у Непалі 2017 року був обраний від виборчого округу Бара 2, отримавши 28 185 (50,01 %) голосів.

## Політична кар'єра
Ядав розпочав свою політичну кар'єру у 1990 році, приєднавшись до Форуму Мадхеші Джана Адхікар, Непал. Пізніше став генеральним секретарем-засновником Форуму Мадхесі Джана Адхікар. Він брав участь у першому русі Мадхеша 2007 року. Вперше його було обрано у 2008 році до перших Установчих зборів від округу Бара. У 2017 році був переобраний.
Ядав також обіймав посаду міністра лісового господарства та навколишнього середовища в кабінеті Шер Бахадура Деуби.